# Vîjneanî, Zolociv
Vîjneanî (în ucraineană Вижняни) este un sat în comuna Zastavne din raionul Zolociv, regiunea Liov, Ucraina.

## Demografie
Componența lingvistică a localității Vîjneanî
     Ucraineană (100%)
Conform recensământului din 2001, toată populația localității Vîjneanî era vorbitoare de ucraineană (100%).